# Debiganj
Debiganj (en bengali : দেবীগঞ্জ) est une upazila du Bangladesh dans le district de Panchagarh. En 1991, on y dénombrait 159 902 habitants.